# Джейкс, Зои
Зои Джейкс (англ. Zoe Jakes; род. 4 января 1981) — танцовщица и одна из основателей американской музыкальной группы Beats Antique.

## Карьера
Джейкс начала танцевать танец живота в 2000 году, но практиковала другие формы танца, включая джаз и балет, за десять лет до этого. Она известна её собственным особым стилем трайбл фьюжн. Она была членом Suhaila dance company и четыре года спустя, в 2005 году, она начала танцевать и гастролировать с Беллиданс Суперстар. В 2007 году она была номинирована на лучшую интерпретации Artist by Zaghareets Magazine . Она выступала на фестивалях Coachella, Lollapalooza, и Bonnaroo и гастролировала с Yard Dogs Road Show и Extra Action Marching Band

## Фильмы
- 30 Days to Vegas (2009)[4]
- Cat Skillz (2012)[5]
- Triptych: Dust, Blood, and Water (2019)[6]